# Chyhyryn
Chyhyryn (em ucraniano:   Чигири́н) é uma cidade da Ucrânia, situada no Oblast de Tcherkássi. Tem 14 km² de área e sua população em 2020 foi estimada em 8.655 habitantes.